# Ejido la Bolsa Uno
Ejido la Bolsa Uno är en ort i Mexiko.   Den ligger i kommunen San Vicente Tancuayalab och delstaten San Luis Potosí, i den centrala delen av landet, 280 km norr om huvudstaden Mexico City. Ejido la Bolsa Uno ligger 49 meter över havet och antalet invånare är 126.
Terrängen runt Ejido la Bolsa Uno är platt. Runt Ejido la Bolsa Uno är det ganska glesbefolkat, med 29 invånare per kvadratkilometer. Närmaste större samhälle är San Vicente Tancuayalab, 18,0 km söder om Ejido la Bolsa Uno. Trakten runt Ejido la Bolsa Uno består till största delen av jordbruksmark.